# Auaxa
Auaxa is een geslacht van vlinders van de familie spanners (Geometridae), uit de onderfamilie Ennominae.

## Soorten
- A. cesadaria Walker, 1860
- A. lanceolata Inoue, 1992
- A. minosina Inoue, 1992